# ドミノ (2023年の映画)
『ドミノ』（原題: Hypnotic）は、2023年公開のアメリカ合衆国のSFアクションスリラー映画。
ロバート・ロドリゲスが共同脚本・監督を務め、ベン・アフレックを筆頭に、アリシー・ブラガ、J・D・パルド、ハラ・フィンリー、Dayo Okeniyi、ジェフ・フェイヒー、ジャッキー・アール・ヘイリー、ウィリアム・フィクナーが出演した。
この映画は、アメリカ合衆国では2023年5月12日にKetchup Entertainment配給により公開される予定となっている。

## あらすじ
主人公のベテラン刑事・ダニー・ロークは、過去に自分の一瞬の不注意で娘のミニーを誘拐されていた。誘拐犯は逮捕されたが「何一つ覚えていない」と主張、娘も生死不明で行方不明になっていた。そのことから妻との関係も破綻し、カウンセリングを受けていた。
カウンセリングを終え、現場復帰の許可を得た彼を迎えに来た相棒ニックスから「銀行の貸金庫に強盗が入る」という匿名電話の録音データを聞かされ、その張り込み指示を受け現場に赴く。隠れて監視するロークは、銀行の外にいた「どこか見覚えのある男」に注目する。集音マイクでその男の音声を聞いていたロークは、男が民間人や警備員と暗号を使って会話していると推測する。だが男は暗号会話をしていたのではなく、場の混乱を狙って人々に瞬間催眠を掛けていたのだった。
そうとは知らないロークが先回りして調べた貸金庫の中には、「レブ・デルレーンを見つけろ」と書かれた愛娘の写真が入っていた。程なくして現れた強盗 (催眠状態の銀行警備員) に銃撃を受けるも、見覚えのある男をビルの屋上に追い詰めることに成功する。だが男は、応援の為に付いて来た2人の刑事に瞬間催眠を掛け、逆にロークを追い詰める。男はロークと短い会話をした後、2人の刑事に同士討ちをさせ、その隙を突き逃亡してしまう。
その後ニックスから極秘に、匿名通報者についての情報を得たロークは、その女性ダイアナ・クルーズの店を訪ね、一連の事件と関係があると思われる彼女を保護する。
ロークは保護先の警察署内で、謎の男の驚くべき能力をダイアナから聞かされる。 
その矢先、謎の男によって催眠状態に陥ったニックスが2人に銃を向けてきたためロークは手錠で拘束するも、ニックスはその手を引きちぎってでも襲おうとしてきた。何とかして相棒を止めたいロークだか、ダイアナがやむなくニックスを射殺する。
ロークとタチアナは警官殺しの疑いを晴らす為に逃走。しかし、その先に待ち受けるのは単純な逃走劇ではなく、想像を絶する世界だった。

## キャスト
※括弧内は日本語吹替
- ダニー・ローク - ベン・アフレック[7]（森川智之）

オースティン警察の刑事。
- ダイアナ・クルーズ - アリシー・ブラガ（永宝千晶）

ある通りに店を構える場末の霊能者。
- ニックス - J・D・パルド（英語版）（関口雄吾）

ロークの相棒刑事。
- リバー - ダイオ・オケニイ（英語版）（伊藤健太郎）
- カール - ジェフ・フェイヒー（森功至）
- ジェレマイア - ジャッキー・アール・ヘイリー（山路和弘）
- レブ・デルレーン - ウィリアム・フィクナー（郷田ほづみ）

人を操る能力を持つ謎の男。
- 10歳のミニー - ハラ・フィンリー（英語版）（千本木彩花）
  - 7歳のミニー - Ionie Olivia Nieves

行方不明になっているロークの娘。

## 製作

### 企画開発
ロバート・ロドリゲスは2002年にはすでに『Hypnotic』の初期脚本を執筆し、「私のお気に入りの物語のひとつ（one of my favorite stories）」と呼んでいた。2018年11月、ロドリゲス本人が監督を務めることが決定し、スタジオ8のもとでマックス・ボレンスタインがオリジナル脚本をリライトした。2019年11月には、本作をスタジオ8が国内配給権を持つソルスティス・スタジオSolstice Studiosと共同制作することが報じられた。

### キャスティング
2019年11月、ベン・アフレックの主演が決定した。2021年5月、アリシー・ブラガの参加が報じられ、9月20日にはテキサス州オースティンで撮影が開始された。また、同月、ハラ・フィンリーがキャストに加わった。翌10月にはDayo Okeniyiと、ウィリアム・フィクナー、J・D・パルドが出演契約にサインしていると伝えられた。

### 撮影
2021年9月27日にオースティンで主要撮影が開始され、同年11月19日には終了した。

### ポストプロダクション
2022年4月、ロドリゲス監督は、これまでの作品と同様に、自身と家族が協力して制作を担ったことを認めた：
息子“Rebel”は今や、私の作品を専門とする（フルタイム勤務の）作曲家です。もう一人の息子“Racer Max”は共同脚本家兼プロデューサーです。娘“Rhiannon”はストーリーボードを担当しているし、別の息子“Rogue”は、映画『ヒーローキッズ』のセットをデザインしたゲームエンジンのデータを使って、アニメーションを作っているんだ。そして、もう一人の息子“Rocket”も、私と一緒に編集をしていますよ。だから、まさに家族ぐるみでやっているんだ。

## 公開
この映画は当初、Solstice Studiosによってアメリカ合衆国で劇場公開される予定だったが、Solstice Studiosが2022年末に閉鎖されたため、Ketchup Entertainmentが国内配給を担当すると、2023年3月に報じられた。また、2023年3月12日に開催された「サウス・バイ・サウスウエスト」で、本作の「鋭意制作中（work-in-progress）」なカットが上映された。同月、アメリカ合衆国では本作が2023年5月12日に公開されることが発表された。